# 朴世俊
朴世俊（韓語：박세준，9月2日—），韓國男演員。

## 演出作品

### 電視劇
- 2017年：tvN《機智牢房生活》飾演 姜來旭
- 2020年：tvN《謗法》飾演 李明俊(EP4.5)
- 2021年：Netflix《D.P：逃兵追緝令》飾演 許祈英
- 2021年：tvN《邪惡與瘋狂》飾演 南恩錫[2]
- 2022年：KBS2《說出你的願望》飾演 王鎮久[3]
- 2022年：TVING 《身價》飾演 8號競標者
- 2023年：Netflix《D.P：逃兵追緝令2》飾演 許祈英[4][5]
- 2024年：SBS《財閥X刑警》飾演 權鬥俊

### 電影
- 2010年：《神鬼交易》飾演 照片中的嫌疑犯
- 2014年：《愛與罪的總和（朝鲜语：현기증 (2014년 영화)）》飾演 變態男 鍾哲
- 2015年：《檔案:4022天的繁殖》飾演 鄭社長
- 2016年：《遠親》飾演 奇東
- 2017年：《中毒練歌房》飾演 是非男2
- 2017年：《化妝》飾演 正赫
- 2017年：《寶貝與我》飾演 奔跑男
- 2018年：《冠軍大叔》飾演 劉昌洙組織員1
- 2020年：《梨泰院之花》飾演 金巡警
- 2020年：《開場號》飾演 白久
- 2020年：《屍速列車：感染半島》飾演 集裝箱軍人02
- 2021年：《今天，我們2》飾演 兒子道振
- 2022年：《王者製造》飾演 運動員5
- 2023年：《或许我们分手了》饰演 民锡
- 2023年：《芭蕾復仇曲》飾演 雜貨店收銀

## 宣傳大使
- 2022年：《Run for the Moon》[6]

## 外部連結
- 朴世俊的Instagram帳戶
- FN ENT的Instagram帳戶